# Liste des communes de la Seine-Saint-Denis
Pour les autres listes de communes françaises, voir Listes des communes de France.
| - La Seine-Saint-Denis en France métropolitaine. - Carte des communes de la Seine-Saint-Denis. |

Cette page liste les 39 communes du département français de la Seine-Saint-Denis au 1er janvier 2025.

## Historique
Au 1er janvier 2025, les communes de Saint-Denis et Pierrefitte-sur-Seine se sont regroupées pour former la commune nouvelle de Saint-Denis. Le nombre de communes du département passe alors de 40 à 39.

## Liste des communes
Le tableau suivant donne la liste des communes au 1er janvier 2025, en précisant leur code Insee, leur code postal principal, leur arrondissement, leur canton, leur intercommunalité, leur superficie, leur population et leur densité, d'après les chiffres de l'Insee issus du recensement 2022,.
| Nom                     | Code Insee | Code postal       | Arrondissement | Canton                                       | Intercommunalité         | Superficie (km2) | Population (dernière pop. légale) | Densité (hab./km2) | Modifier                                    |
| ----------------------- | ---------- | ----------------- | -------------- | -------------------------------------------- | ------------------------ | ---------------- | --------------------------------- | ------------------ | ------------------------------------------- |
| Bobigny (préfecture)    | 93008      | 93000             | Bobigny        | Bobigny Bondy                                | Métropole du Grand Paris | 6,77             | 55 270 (2022)                     | 8 164              | modifier les données · modifier les données |
| Aubervilliers           | 93001      | 93300             | Saint-Denis    | Aubervilliers                                | Métropole du Grand Paris | 5,76             | 89 489 (2022)                     | 15 536             | modifier les données · modifier les données |
| Aulnay-sous-Bois        | 93005      | 93600             | Le Raincy      | Aulnay-sous-Bois                             | Métropole du Grand Paris | 16,20            | 86 360 (2022)                     | 5 331              | modifier les données · modifier les données |
| Bagnolet                | 93006      | 93170             | Bobigny        | Bagnolet                                     | Métropole du Grand Paris | 2,57             | 41 776 (2022)                     | 16 255             | modifier les données · modifier les données |
| Le Blanc-Mesnil         | 93007      | 93150             | Le Raincy      | Le Blanc-Mesnil                              | Métropole du Grand Paris | 8,05             | 59 912 (2022)                     | 7 442              | modifier les données · modifier les données |
| Bondy                   | 93010      | 93140             | Bobigny        | Bondy                                        | Métropole du Grand Paris | 5,47             | 51 066 (2022)                     | 9 336              | modifier les données · modifier les données |
| Le Bourget              | 93013      | 93350             | Le Raincy      | La Courneuve                                 | Métropole du Grand Paris | 2,08             | 15 052 (2022)                     | 7 237              | modifier les données · modifier les données |
| Clichy-sous-Bois        | 93014      | 93390             | Le Raincy      | Livry-Gargan                                 | Métropole du Grand Paris | 3,95             | 29 551 (2022)                     | 7 481              | modifier les données · modifier les données |
| Coubron                 | 93015      | 93470             | Le Raincy      | Tremblay-en-France                           | Métropole du Grand Paris | 4,14             | 5 156 (2022)                      | 1 245              | modifier les données · modifier les données |
| La Courneuve            | 93027      | 93120             | Saint-Denis    | La Courneuve                                 | Métropole du Grand Paris | 7,52             | 47 086 (2022)                     | 6 261              | modifier les données · modifier les données |
| Drancy                  | 93029      | 93700             | Le Raincy      | Le Blanc-Mesnil Drancy                       | Métropole du Grand Paris | 7,76             | 71 312 (2022)                     | 9 190              | modifier les données · modifier les données |
| Dugny                   | 93030      | 93440             | Le Raincy      | La Courneuve                                 | Métropole du Grand Paris | 3,89             | 11 723 (2022)                     | 3 014              | modifier les données · modifier les données |
| Épinay-sur-Seine        | 93031      | 93800             | Saint-Denis    | Épinay-sur-Seine Saint-Ouen-sur-Seine        | Métropole du Grand Paris | 4,57             | 53 564 (2022)                     | 11 721             | modifier les données · modifier les données |
| Gagny                   | 93032      | 93220             | Le Raincy      | Gagny                                        | Métropole du Grand Paris | 6,83             | 40 790 (2022)                     | 5 972              | modifier les données · modifier les données |
| Gournay-sur-Marne       | 93033      | 93460             | Le Raincy      | Noisy-le-Grand                               | Métropole du Grand Paris | 1,68             | 7 101 (2022)                      | 4 227              | modifier les données · modifier les données |
| L'Île-Saint-Denis       | 93039      | 93450             | Saint-Denis    | Saint-Ouen-sur-Seine                         | Métropole du Grand Paris | 1,77             | 8 682 (2022)                      | 4 905              | modifier les données · modifier les données |
| Les Lilas               | 93045      | 93260             | Bobigny        | Bagnolet                                     | Métropole du Grand Paris | 1,26             | 23 262 (2022)                     | 18 462             | modifier les données · modifier les données |
| Livry-Gargan            | 93046      | 93190             | Le Raincy      | Livry-Gargan                                 | Métropole du Grand Paris | 7,38             | 46 507 (2022)                     | 6 302              | modifier les données · modifier les données |
| Montfermeil             | 93047      | 93370             | Le Raincy      | Tremblay-en-France                           | Métropole du Grand Paris | 5,45             | 28 257 (2022)                     | 5 185              | modifier les données · modifier les données |
| Montreuil               | 93048      | 93100             | Bobigny        | Montreuil-1 Montreuil-2                      | Métropole du Grand Paris | 8,92             | 110 758 (2022)                    | 12 417             | modifier les données · modifier les données |
| Neuilly-Plaisance       | 93049      | 93360             | Le Raincy      | Villemomble                                  | Métropole du Grand Paris | 3,42             | 21 914 (2022)                     | 6 408              | modifier les données · modifier les données |
| Neuilly-sur-Marne       | 93050      | 93330             | Le Raincy      | Gagny                                        | Métropole du Grand Paris | 6,86             | 38 799 (2022)                     | 5 656              | modifier les données · modifier les données |
| Noisy-le-Grand          | 93051      | 93160             | Le Raincy      | Noisy-le-Grand                               | Métropole du Grand Paris | 12,95            | 71 632 (2022)                     | 5 531              | modifier les données · modifier les données |
| Noisy-le-Sec            | 93053      | 93130             | Bobigny        | Bobigny                                      | Métropole du Grand Paris | 5,04             | 45 915 (2022)                     | 9 110              | modifier les données · modifier les données |
| Pantin                  | 93055      | 93500             | Bobigny        | Pantin                                       | Métropole du Grand Paris | 5,01             | 60 954 (2022)                     | 12 166             | modifier les données · modifier les données |
| Les Pavillons-sous-Bois | 93057      | 93320             | Le Raincy      | Bondy                                        | Métropole du Grand Paris | 2,92             | 24 872 (2022)                     | 8 518              | modifier les données · modifier les données |
| Le Pré-Saint-Gervais    | 93061      | 93310             | Bobigny        | Pantin                                       | Métropole du Grand Paris | 0,70             | 16 733 (2022)                     | 23 904             | modifier les données · modifier les données |
| Le Raincy               | 93062      | 93340             | Le Raincy      | Villemomble                                  | Métropole du Grand Paris | 2,24             | 14 778 (2022)                     | 6 597              | modifier les données · modifier les données |
| Romainville             | 93063      | 93230             | Bobigny        | Bagnolet                                     | Métropole du Grand Paris | 3,44             | 35 314 (2022)                     | 10 266             | modifier les données · modifier les données |
| Rosny-sous-Bois         | 93064      | 93110             | Le Raincy      | Montreuil-1                                  | Métropole du Grand Paris | 5,91             | 45 947 (2022)                     | 7 774              | modifier les données · modifier les données |
| Saint-Denis             | 93066      | 93200 93210 93380 | Saint-Denis    | Épinay-sur-Seine Saint-Denis-1 Saint-Denis-2 | Métropole du Grand Paris | 15,77            | 148 907 (2022)                    | 9 442              | modifier les données · modifier les données |
| Saint-Ouen-sur-Seine    | 93070      | 93400             | Saint-Denis    | Saint-Ouen-sur-Seine                         | Métropole du Grand Paris | 4,31             | 53 041 (2022)                     | 12 306             | modifier les données · modifier les données |
| Sevran                  | 93071      | 93270             | Le Raincy      | Sevran                                       | Métropole du Grand Paris | 7,28             | 51 640 (2022)                     | 7 093              | modifier les données · modifier les données |
| Stains                  | 93072      | 93240             | Saint-Denis    | Saint-Denis-2                                | Métropole du Grand Paris | 5,39             | 40 600 (2022)                     | 7 532              | modifier les données · modifier les données |
| Tremblay-en-France      | 93073      | 93290             | Le Raincy      | Tremblay-en-France                           | Métropole du Grand Paris | 22,44            | 38 210 (2022)                     | 1 703              | modifier les données · modifier les données |
| Vaujours                | 93074      | 93410             | Le Raincy      | Tremblay-en-France                           | Métropole du Grand Paris | 3,78             | 7 743 (2022)                      | 2 048              | modifier les données · modifier les données |
| Villemomble             | 93077      | 93250             | Le Raincy      | Villemomble                                  | Métropole du Grand Paris | 4,04             | 29 973 (2022)                     | 7 419              | modifier les données · modifier les données |
| Villepinte              | 93078      | 93420             | Le Raincy      | Sevran                                       | Métropole du Grand Paris | 10,37            | 39 647 (2022)                     | 3 823              | modifier les données · modifier les données |
| Villetaneuse            | 93079      | 93430             | Saint-Denis    | Épinay-sur-Seine                             | Métropole du Grand Paris | 2,31             | 12 432 (2022)                     | 5 382              | modifier les données · modifier les données |
| Seine-Saint-Denis       | 93         |                   |                |                                              |                          | 236,00           | 1 681 725 (2022)                  | 7 126              | modifier les données                        |

## Urbanisme
Suivant la classification de l'Insee, toutes les communes de la Seine-Saint-Denis sont incluses dans l'Unité Urbaine de Paris en date de 2020.

## Liste des arrondissements
La Seine-Saint-Denis est composée, depuis 1993, de trois arrondissements. La composition communale des arrondissements de Bobigny et du Raincy a été modifiée en 2017 pour tenir compte de celle des établissements publics territoriaux de la métropole du Grand Paris.
Par ailleurs, depuis la fusion au 1er janvier 2025 de Pierrefitte-sur-Seine au sein de Saint-Denis, qui a pris le statut de commune nouvelle, l'arrondissement de Saint-Denis ne compte plus que huit communes, ainsi que l'EPT Plaine Commune.
Arrondissement de Saint-Denis
1. Aubervilliers
2. La Courneuve
3. Épinay-sur-Seine
4. L'Île-Saint-Denis
5. Saint-Denis (chef-lieu d'arrondissement et siège de l'EPT Plaine Commune)
6. Saint-Ouen-sur-Seine
7. Stains
8. Villetaneuse

Arrondissement de Bobigny
1. Bagnolet
2. Bobigny (chef-lieu du département et d'arrondissement)
3. Bondy
4. Les Lilas
5. Montreuil
6. Noisy-le-Sec
7. Pantin
8. Le Pré-Saint-Gervais
9. Romainville (siège de l'EPT Est Ensemble)

Arrondissement du Raincy
1. Aulnay-sous-Bois (siège de l'EPT Paris Terres d'Envol)
2. Le Blanc-Mesnil
3. Le Bourget
4. Clichy-sous-Bois
5. Coubron
6. Drancy
7. Dugny
8. Gagny
9. Gournay-sur-Marne
10. Livry-Gargan
11. Montfermeil
12. Neuilly-Plaisance
13. Neuilly-sur-Marne
14. Noisy-le-Grand (siège de l'EPT Grand Paris - Grand Est)
15. Les Pavillons-sous-Bois
16. Le Raincy (chef-lieu d'arrondissement)
17. Rosny-sous-Bois
18. Sevran
19. Tremblay-en-France
20. Vaujours
21. Villemomble
22. Villepinte

## Intercommunalité
Le département de la Seine-Saint-Denis comprenait, au début de l'année 2015, 5 communautés d'agglomération regroupant 26 communes sur les 40 du département. Ces communautés d'agglomération ont été dissoutes le 31 décembre 2015, en raison de la mise en place de la métropole du Grand Paris, le 1er janvier 2016.
- communauté d'agglomération de Clichy-sous-Bois Montfermeil, créée en 2001 par transformation d'une communauté de communes ;
- communauté d'agglomération Plaine Commune, créée en 2001 par transformation d'une communauté de communes ;
- communauté d'agglomération de l'aéroport du Bourget, créée en 2010 par transformation d'une communauté de communes ;
- communauté d'agglomération Est Ensemble, créée en 2010 ;
- communauté d'agglomération Terres de France, créée en 2010 sous le nom de communauté d'agglomération Plaine de France.

Plaine Commune, avec ses 411 367 habitants en 2012, et Est Ensemble, avec ses 399 300 habitants, étaient les deux intercommunalités les plus peuplées d'Île-de-France, devant la communauté d'agglomération Grand Paris Seine Ouest (Hauts-de-Seine) avec ses 310 498 habitants.
Dans le cadre de la métropole du Grand Paris, toutes les communes de la Seine-Saint-Denis sont insérées dans l'un des quatre établissements publics territoriaux (EPT) suivants :
- T6 : T6 : établissement public territorial Plaine Commune, qui regroupe les communes de l'ancienne communauté d'agglomération, et dont le siège est fixé par décret no 2015-1659 du 11 décembre 2015 à Saint-Denis. Depuis la création de la commune nouvelle de Saint-Denis le 1er janvier 2025, il regroupe huit communes. Il est peuplé de 487 471 habitants en 2022.
- T7 : établissement public territorial Paris Terres d'Envol, qui regroupe huit communes du nord-est du département (celles des anciennes communautés d'agglomération de l'aéroport du Bourget et Terres de France, ainsi qu'Aulnay-sous-Bois et Le Blanc-Mesnil), situées dans l'orbite des aéroports, et dont le siège est fixé par décret n° 2015-1660 du 11 décembre 2015 à Aulnay-sous-Bois ; il est peuplé de 373 856 habitants en 2022.
- T8 : établissement public territorial Est Ensemble, qui regroupe les neuf communes de l'ancienne communauté d'agglomération, et dont le siège est fixé par décret n° 2015-1661 à Romainville ; il est peuplé de 441 048 habitants en 2022.
- T9 : établissement public territorial Grand Paris - Grand Est regroupant quatorze communes de l'est et du sud-est du département (Clichy-sous-Bois, Coubron, Gagny, Gournay-sur-Marne, Livry-Gargan, Montfermeil, Neuilly-Plaisance, Neuilly-sur-Marne, Noisy-le-Grand, Les Pavillons-sous-Bois, Le Raincy, Rosny-sous-Bois, Vaujours, Villemomble), dont le siège est fixé par décret n° 2015-1662 du 11 décembre 2015 à Noisy-le-Grand ; il est peuplé de 413 020 habitants en 2022.